# Ingrid Laurell
Ingrid Margareta Laurell, född 2 februari 1930 i Växjö, död 24 februari 2021 i Jönköping, var en svensk barn- och ungdomspsykiater. 
Laurell, som var dotter till överlärare Hjalmar Kjellin och skolkökslärare Blenda Lindgren, avlade studentexamen i Växjö 1949, blev medicine kandidat vid Lunds universitet 1954 och medicine licentiat där 1960. Hon var tillförordnad underläkare vid medicinska kliniken och anestesiavdelningen i Östersund, underläkare vid blodcentralen i Lund, barnkliniken i Östersund, tillförordnad underläkare vid medicinska kliniken samt barn- och ungdomspsykiatriska kliniken på Lunds lasarett och underläkare vid barn- och ungdomspsykiatriska kliniken där från 1968.